# Prvenstvo Anglije 1961
Prvenstvo Anglije 1961 v tenisu.

## Moški posamično
Rod Laver :  Chuck McKinley, 6-3, 6-1, 6-4

## Ženske posamično
Angela Mortimer Barrett :  Christine Truman Janes, 4-6, 6-4, 7-5

## Moške dvojice
Roy Emerson /  Neale Fraser :  Bob Hewitt /  Fred Stolle, 6–4, 6–8, 6–4, 6–8, 8–6

## Ženske dvojice
Karen Hantze Susman /  Billie Jean King :  Jan Lehane /  Margaret Smith, 6–3, 6–4

## Mešane dvojice
Lesley Turner  /  Fred Stolle :  Edda Buding /  Robert Howe, 11–9, 6–2